# 5358 Meineko
Az 5358 Meineko (ideiglenes jelöléssel (5358) 1992 QH) a Naprendszer kisbolygóövében található aszteroida. Ueda és Kaneda fedezte fel 1992. augusztus 26-án.